# Tirat-Zvi
Tirat-Zvi (טירת צבי) est le premier kibboutz religieux créé en 1937 en Israël par des Juifs venant d'Allemagne.

## Contexte historique
Lors des évènements sanglants de 1936, alors que les rumeurs sur un partage futur de la Palestine commencent à percer, les organisations sionistes chargées du repeuplement en Palestine alors occupée par les Britanniques et devant créer le 14 mai 1948 l'Etat d'Israël , accélèrent la mise en place d'implantations sur les terres acquises par le KKL. C'est ainsi qu'environ 50 points d'installation sont créés dans le cadre du programme de "Tour et Muraille". La particularité de ce programme tient dans la rapidité avec laquelle les bases des futures implantations sont mises en place; une tour surmontée d'un phare éclairant les environs, et la construction d'une barrière de protection contre les potentielles attaques. Sous la pression de Moshé Shartock (Moshe Sharett), secrétaire général de l'Agence juive, les terrains de la ferme "Zar'a" sont mis à la disposition de groupes religieux kvoutzot ("groupes") . À l'endroit se tient alors une ferme arabe, cultivant les bananes, mais dont la majeure partie des terres, laissées à l'abandon, s'est progressivement asséchée.
Tirat-Zvi est fondé  le 30 juin 1937, au Sud de la vallée de Beït-Shéan. La kvoutza qui s'y installe est composée d'environ 80 membres (filles et garçons) du mouvement sioniste religieux Hapoel Hamizrahi, âgés de 20 à 25 ans : une moitié originaire d'Allemagne, et l'autre d'Europe orientale. Ils sont issus de trois groupes distincts, formés préalablement au travail de la terre dans les villes de Petah Tikva pour le premier, Shahal près de Rehovot pour le second, et Kfar-Yavetz pour le dernier.

## Le nom de Tirat-Zvi

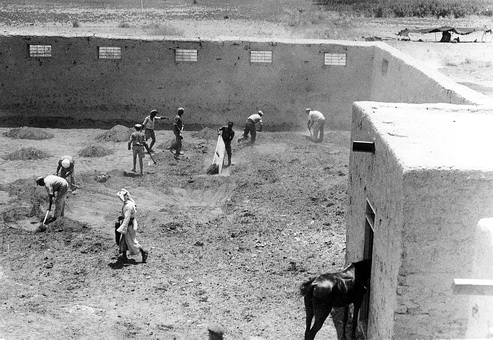

Le mot "Tira" ("château") fait référence à la maison à deux étages construite en torchis, propriété de l'effendi Moussa el Almi et construite sur les lieux.
Le mot "Zvi" rend hommage au rabbin Tzvi Hirsh Kalisher (1795-1874), l'un des premiers rabbins à soutenir le retour vers la Terre d'Israël.
Après leur installation, les membres aménagent le terrain et domestiquent les sources d'eau, qui ont progressivement formé de nombreux marécages, cause de différentes maladies dont la malaria.
Plusieurs tentatives sont engagées afin d'établir de bonnes relations de voisinage avec les Arabes alentour. Pour cela, la majorité des membres de Tirat-Zvi apprennent l'arabe, le médecin de la communauté leur dispense des soins médicaux et des efforts en vue d'échanges commerciaux sont mis en œuvre. Malgré tout, la communauté met en place des tours de garde, jour et nuit, composés chacun de 30 membres, afin de prévenir toute altercation.

## La première attaque sur Tirat-Zvi
Les Arabes, opposés à cette implantation, attaquent pour la première fois le kibboutz le 28 février 1938. A 22h30, profitant de la pénombre, les Arabes s'avancent en direction de Tirat-Zvi et réussissent à faire une percée dans les barbelés installés autour de la muraille. Repérés par les gardes, une fois entrés dans l'enceinte du kibboutz, des échanges de tirs ont lieu. C'est le lancement d'une grenade qui éloigne les assaillants. L'écho des tirs est perçu par l'ensemble des pionniers installé dans la vallée, mais le phare surmontant la tour de garde, qui sert alors de moyen de communication, ayant été détruit dès les premiers tirs, tout contact avec les autres implantations s'est avéré vain.
Les détails des évènements de la nuit font vite le tour des implantations du pays. De par sa résistance, Tirat-Zvi devient alors un symbole de bravoure. Les membres de Tirat-Zvi apportent ainsi la preuve que, tout en étant religieux, ils peuvent aussi bien se défendre que leurs frères laïcs.
Le futur général britannique Wingate, surnommé "l'ami", prend à cœur la cause sioniste, et il est informé des récents évènements. C'est à Tirat-Zvi qu'il organise sa première force juive de combat, armé par les Britanniques. Arrivé au kibboutz, il gagne la confiance des habitants locaux et met en place des tours de garde nocturnes tout en inculquant l'idée que "toute position doit être défendue de l'intérieur comme de l'extérieur". Après trois mois sur place, Wingate passe au kibboutz Eïn-Harod, où il fonde les "bataillons spéciaux nocturnes"( Special Night Squads).

## La sécurisation des routes d'accès
Tirat-Zvi, du fait de sa situation géographique isolée fait face à d'importants problèmes de circulation. Le chemin de terre qui mène jusqu'au kibboutz devient chaque hiver une allée boueuse, et quasiment impraticable.
Le 14 septembre 1938, les Arabes minent le chemin. Le véhicule du responsable juif du district, en chemin vers le kibboutz, explose sur une mine et provoque la mort de trois de ses occupants : Haïm Sturmann, représentant du KKL dans la vallée de Beït-Shéan, Aharon Atkin, responsable pour la vallée de Beït-Shéan des relations avec les autorités britanniques, et le Dr David Musinson, vétérinaire.
Durant l'hiver 1939, les pluies sont telles que le kibboutz reste paralysé pendant plusieurs semaines. Le 8 mars 1939, les kibboutzniks envoient un véhicule, tiré par un tracteur, à la gare de Beït-Shéan récupérer des provisions et quelques-uns des membres du kibboutz. Sur la route du retour, non loin d'un verger cultivé par des Arabes, à l'emplacement où quelque temps plus tard le kibboutz Eïn-Hanatziv voit le jour, le convoi essuie les tirs d'une embuscade. Les assaillants prennent fuite, mais deux des membres de Tirat-Zvi y perdent la vie : Aryé Weill et Yaakov-Yossef Milioner.

## Tension permanente
Au début de l'été 1939, le KKL rachète des terrains environnant le kibboutz aux Allemands de la société des Templiers, installés dans la vallée de Beït-Shéan. Tirat-Zvi agrandit ainsi son domaine agricole et c'est sur ces mêmes terres que le 7 mai 1939 est fondé par des Allemands sionistes religieux le kibboutz Sdé Eliahou. La situation sécuritaire freine pourtant le développement escompté. Lorsque les Arabes sont avertis de l'achat des terres, ils détruisent les plantations, déracinent les vergers et incendient les champs. Cette tension est perçue quotidiennement, autour d'altercations relatives aux endroits de pâturage et de l'exploitation des sources d'eau.
La garde des terrains agricoles provoque une nouvelle victime. Le 21 avril 1943, le garde Shlomo Shehter est tué en tentant de protéger les terres de pâturage du kibboutz. Les membres de Tirat-Zvi demandent alors réparation, ce qui se solde par un accord avec les Arabes, conclu à l'intérieur du kibboutz.

## Problèmes supplémentaires

### La malaria
Le nombre important de marécages et la profusion de moustiques sont les causes principales de la propagation de la malaria. Les deux tiers des membres de Tirat-Zvi contractent la maladie dès la première année de leur installation et le kibboutz aménage alors un centre de convalescence non loin du lieu. La maladie tue d'ailleurs l'un des pionniers qui était le rabbin Gdaliahou Ona. Le kibboutz s'acharne pourtant à l'éradication de la maladie en détruisant tous les points de nidification repérés. Les kibboutzniks doivent chaque soir, à la tombée de la nuit et même au plus fort des nuits d'été, revêtir chemises et pantalons longs afin de se protéger des piqûres et, quotidiennement, se soignent au moyen de pilules préventives. Le problème de la malaria n'est résolu qu'après la Guerre d'Indépendance (1948/1949) et le départ des Arabes, permettant ainsi l'accès libre aux sources d'eau, qui sont aménagées et qui permettent l'assainissement des marécages.

### Les températures extrêmes
Les températures dans la région sont particulièrement élevées en été et faibles en hiver. Les premiers temps, les kibboutzniks n'ont aucun moyen disponible pour se protéger des chaleurs d'été pouvant atteindre plus de 40 degrés. Ces dernières atteignent même une année plus de 50 degrés. Ce village détient le record de la température la plus élevée jamais relevée en Asie, rien moins que 53.9°, le 21 juin 1942. Les membres du kibboutz commencent alors le travail très tôt le matin, aménagent une pause durant les chaleurs du milieu de journée et reprennent leur besogne dans l'après-midi. Une des manières de se rafraîchir est de s'immerger dans les marécages alentour. Il faut rappeler qu'à l'époque il n'existe qu'une seule douche commune pour l'ensemble du kibboutz. Les nuits d'été, parents comme enfants dorment sur des matelas à l'extérieur des habitations, recouverts de filets anti-moustiques. Sur le pourtour de tous les toits, des auvents  sont aménagés et des conduits sont percés dans les parois des habitations, permettant à l'air frais de s'infiltrer. Avec le temps, on installe des ventilateurs. Des matelas sont installés sur la partie extérieure des fenêtres et on place juste au-dessus des tuyaux laissant s'échapper continuellement de petites gouttes d'eau rafraîchissantes.
En hiver, les températures de la région peuvent atteindre le niveau zéro. Les membres de Tirat-Zvi, n'ayant que peu d'expérience dans le domaine agricole, plantent bananes, tomates et poivrons. Très vite il s'avère que ces cultures ne résistent pas au froid. Les premiers temps, ils allument des feux durant la nuit, tout proche des cultures, afin de les protéger du gel.

## Problèmes sociaux
Malgré le fait que tous les membres du kibboutz soient issus du même mouvement, les différences culturelles entre originaires d'Allemagne et ceux originaires d'Europe orientale se font sentir : par exemple au niveau culinaire et des rites religieux. Ces tensions s'estompent progressivement avec le temps.

## Éducation
Les kibboutzniks du début n'ayant pas d'expérience dans le domaine éducatif, ils font venir une éducatrice qui forme les mères du kibboutz. Des comptines sont composées et une école, où les premiers instituteurs viennent de l'extérieur du kibboutz, est créée.
Par la suite, une école commune est ouverte dans le kibboutz Sdé-Eliahou, pour tous les enfants habitants les kibboutz religieux de la région de la vallée de Beït-Shéan.

## Tirat-Zvi comme centre de préparation
Malgré les défis, Tirat-Zvi accueille de nombreux groupes de jeunes religieux issus du mouvement "Bneï-Akiva" à séjourner, pour une période plus ou moins longue, afin de se familiariser avec la vie de kibboutznik.

## Jusqu'à la Guerre d'Indépendance
Durant ses dix premières années d'existence, Tirat-Zvi passe par des périodes d'hésitations et de tâtonnements, dans les domaines que sont le social, la sécurité, l'agriculture et l'économie. En 1946, il est créé une usine de charcuterie, qui sera le début d'un véritable développement économique, dans le cadre strict des principes alimentaires de la cacherout.

## La grande attaque
Les Arabes, opposés au plan de partage décidé le 29 novembre 1947 par l'ONU, décident d'attaquer le kibboutz sous la conduite du commandant Kaoukji.
L'assaut contre le kibboutz, auquel participent des centaines de combattants, débute le 16 février 1948. Les premiers tirs commencent à 4 heures du matin auquel s'ajoutent des tentatives d'intrusion dans l'implantation.
Les défenseurs de Tirat-Zvi repoussent le premier assaut mais déplorent la perte de Naftali Friedlander, tué sur le toit du "Tira".
Au matin, le kibboutz est bombardé et un nouvel assaut à lieu. C'est alors qu'une forte pluie s'abat, mettant hors d'utilisation les armes des deux camps. Les alentours devenus soudain boueux empêchent toute avancée. Les Arabes se replient, laissant derrière eux, sur le terrain, leurs blessés, leurs munitions et même leur chaussures. Les renforts n'arrivent qu'après l'issue des combats.
La victoire de Tirat-Zvi fait grand bruit dans les implantations du pays, du fait qu'il s'agit de la première attaque arabe composée d'unités militaires organisées. Les combattants de ce  kibboutz prouvent ainsi que l'acharnement au combat porte ses fruits. Dès le lendemain, à dos d'âne, les bédouins de la région quittent la région pour passer sur l'autre rive du Jourdain et se rendent dans le royaume hachémite de Jordanie.

## La Guerre d'Indépendance
Les Arabes n'essaieront plus d'attaquer le kibboutz, ce qui permet à Tirat-Zvi de servir de renfort aux forces de Tsahal, à compter de la constitution officielle de l'armée israélienne, par ordonnance du gouvernement provisoire, signée par son Président, David Ben Gourion, le 26 mai 1948, portant fusion des anciennes organisations armées sionistes (Haganah, Palmach, Irgun et Lehi). Durant l'été 1948, des forces irakiennes pénètrent dans la vallée de Beït-Shéan. Leur but est alors de s'emparer de Tel Radra, qui devient plus tard Tel-Shalem, au sud de Tirat-Zvi. C'est sur cet endroit (Tel Shalem) que Avraham Heber, formé à Tirat-Zvi, est tué le 27 septembre 1948. Le lieu devient un point stratégique frontalier, jusqu'à la guerre des Six Jours. La source aux pieds de ce lieu, " Maayan Avraham " rappelle le souvenir d'Avrahame Heber. En 1949 au lendemain de la guerre d'Indépendance, le kibboutz élargit ses activités.
En 1952, la route reliant Beït-Shéan et le kibboutz est enrobée et devient ainsi parfaitement carrossable.
Les cultures de blé, coton, légumes, vignes, oliviers, grenades ainsi que de palmiers et dattiers sont aussi développées; de même pour les poulets et le bétail.
Par suite de problèmes financiers, l'élevage du bétail est arrêté en 1959.

## La guerre des Six Jours
Durant la guerre des Six Jours, le kibboutz est bombardé les deux premières journées, sans subir de dégâts majeurs, si ce n'est quelques habitations touchées. Avec la prise de la vallée du Jourdain, la frontière israélo-jordanienne ne passe plus aux abords du kibboutz. Tirat-Zvi est de nouveau bombardé vers la fin de la guerre et les enfants du kibboutz dorment un temps dans les abris. C'est à cette période que de nombreux volontaires d'Israël, comme de l'étranger, viennent porter leur aide aux travaux du kibboutz.
Avec la fin de la guerre, le  kibboutz religieux Tirat-Zvi développe considérablement ses activités économiques et sa vie culturelle, et ce, jusqu'à nos jours.